# Nyctemera enganica
Nyctemera enganica là một loài bướm đêm thuộc phân họ Arctiinae, họ Erebidae.